# Luserna
Luserna es una localidad y comune italiana de la provincia de Trento, región de Trentino-Alto Adigio al nordeste del país, con 300 habitantes. Esta localidad es una isla lingüística donde sus moradores mantienen y emplean en sus vidas cotidianas el Cimbrio, un dialecto Alemán con fuerte entonación Bávaro-tiroles que al mismo tiempo convive cercano a otras variantes de las lenguas altogermánicas, el Mócheno y el Sappadino o Plodarino (Plodarisch).

## Evolución demográfica
| Gráfica de evolución demográfica de Luserna entre 1861 y 2001 |
|                                                               |
| Fuente ISTAT - elaboración gráfica de Wikipedia               |